# 熊熊遇見小小鼠
《熊熊遇見小小鼠》是2012年法國與比利時動畫喜劇片，導演是 Stéphane Aubier、Vincent Patar 與 Benjamin Renner。這部影片是根據比利時作家和插畫家加布里埃爾·文森特出版的同名兒童讀物改編。

## 上映
《熊熊遇見小小鼠》在2012年坎城電影節「導演雙週」上映，為2012年多倫多國際電影節TIFF兒童計劃一部分，在2013年香港國際電影節上映。
《熊熊遇見小小鼠》由美國GKIDS發行於2014年2月28日，英文配音是福里斯特·惠特克，麥肯·齊福伊，洛琳·白考兒，保羅·吉亞瑪提，威廉·H·梅西，梅根·穆蘭裡，尼克·奧弗曼和杰弗裡·懷特。
這部電影獲得廣泛的好評，並成為第一部贏得馬格利特獎最佳電影的動畫電影。電影還獲得五項安妮獎的獎項提名。

## 外部連結
- 開眼電影網上《熊熊遇見小小鼠》的資料（繁體中文）
- 豆瓣电影上《艾特熊和赛娜鼠》的資料 （简体中文）
- 时光网上《艾特熊和赛娜鼠》的資料（简体中文）
- AllMovie上的资料（英文）
- 爛番茄上的資料（英文）
- 互联网电影数据库（IMDb）上的资料（英文）